# Hemithyrsocera hewitti
Hemithyrsocera hewitti es una especie de cucaracha del género Hemithyrsocera, familia Ectobiidae.

## Distribución
Esta especie se encuentra en Malasia, Indonesia (Sumatra) e isla de Borneo.